# Saint-Martin-du-Mesnil-Oury
Saint-Martin-du-Mesnil-Oury település Franciaországban, Calvados megyében. Lakosainak száma 109 fő (2018. január 1.). Saint-Martin-du-Mesnil-Oury Castillon-en-Auge, Coupesarte, Livarot, Le Mesnil-Durand, Sainte-Marguerite-de-Viette, Saint-Michel-de-Livet és Livarot-Pays-d'Auge községekkel határos.

## Népesség
A település népessége az elmúlt években az alábbi módon változott:
| Lakosok száma | 96   | 111  | 105  | 91   | 90   | 98   | 103  | 108  | 110  | 109  |
|               | 1962 | 1968 | 1982 | 1990 | 1999 | 2008 | 2011 | 2013 | 2017 | 2018 |